# آل حسيكة
قرية آل حسيكة، هي قرية تقع في جنوب المملكة العربية السعودية في منطقة عسير في إمارة أبها تحديدًا في محافظة النماص في مركز بني عمرو، وتعود إلى قبائل بني عمرو من قبائل رجال الحجر، التي تعود إلى قبيلة الازد المعروفة والتي تعود أيضاً إلى قحطان.
ويعرف عن بني عمرو أنهم ينقسمون إلى قسمين: تميم وكعب، وتقسم تميم وكعب إلى عمرو الشام وعمرو اليمن، وتقسم عمرو الشام والتي تعتبر آل حسيكة منها إلى آل شيخ وعضيدات وآل سليمان والشق وبني رافع.
تعتبر آل حسيكة من أبرز وأهم قرى بني عمرو الشام، ويذكر تاريخها العريق المشرف خاصة في الحرب مع العثمانين فكانت أكثر قرية شارك رجالها في الحرب من قرى بني عمرو؛ والتي انتهت بانتصار قبيلة بني عمرو على العثمانين.